# بيركهولدرية عقيدية
بيركهولدرية عقيدية (الاسم العلمي: Burkholderia phymatum) هي نوع من البكتيريا، سلبية الغرام، تتبع جنس البيركهولدرية.